# هیدتو اینوه
هیدتو اینوه (انگلیسی: Hideto Inoue؛ زادهٔ ۲۷ ژوئن ۱۹۸۲) بازیکن فوتبال اهل ژاپن است.